# Meadow Lake 105C
Meadow Lake 105C är ett reservat i Kanada.   Det ligger i provinsen Saskatchewan, i den centrala delen av landet, 2 500 km väster om huvudstaden Ottawa.
Trakten runt Meadow Lake 105C består till största delen av jordbruksmark. Runt Meadow Lake 105C är det mycket glesbefolkat, med 4 invånare per kvadratkilometer.